# Landesbank Baden-Württemberg
Landesbank Baden-Württemberg (LBBW) is de grootste bank in het zuidwesten van Duitsland met het hoofdkantoor in Stuttgart.

## Geschiedenis
Deze bank ontstond in 1999 door fusie van SüdwestLB, Landesgirokasse en L-Bank.
Op 1 augustus 2005 is de Baden Württembergische Bank (BW-Bank) opgenomen in de LBBW.
Op 1 april 2008 werden de activiteiten van Sachsen LB en de Landesbank Rheinland-Pfalz geïntegreerd in LBBW.